# Busch-Glasflügelzikade

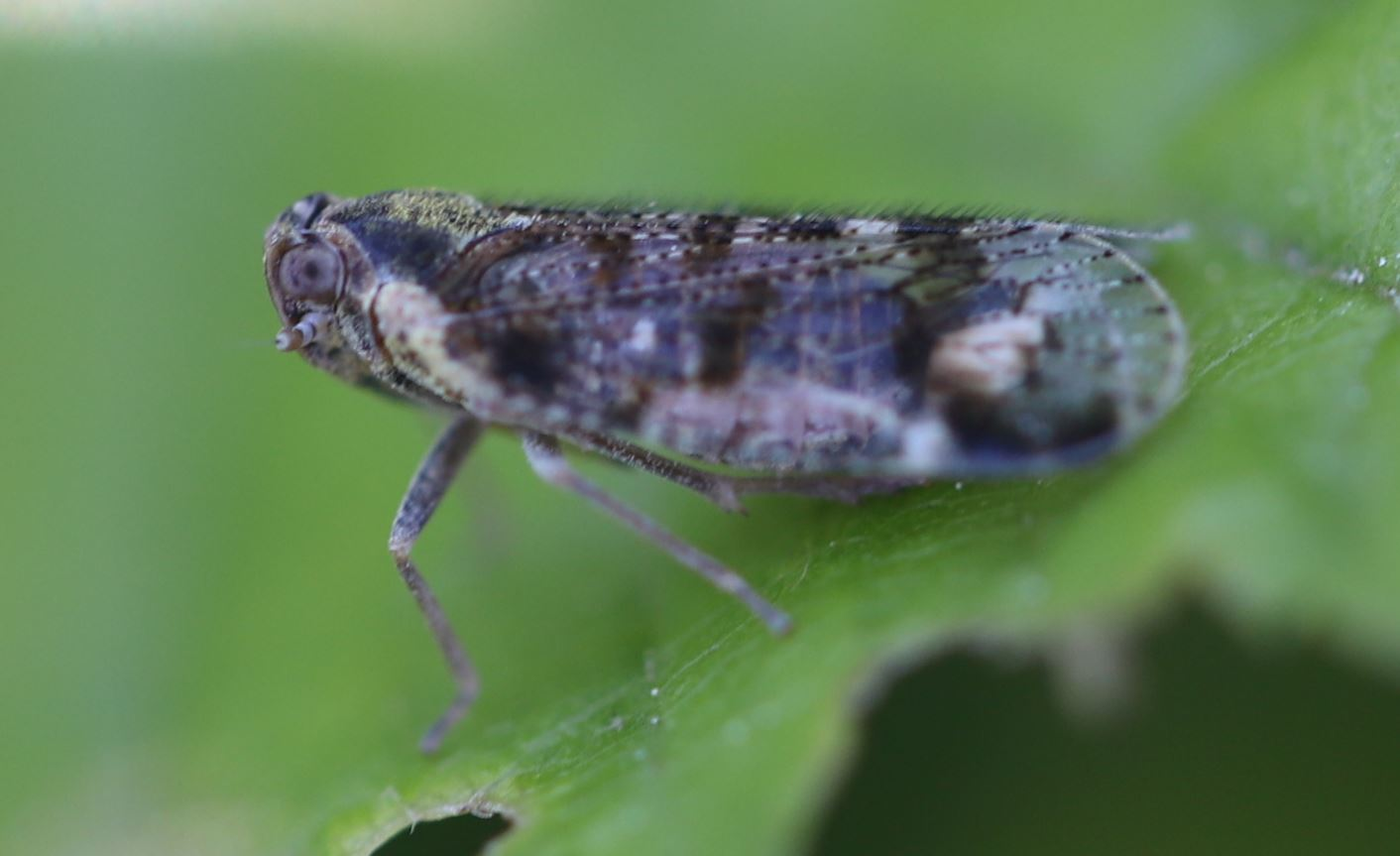
Seitenansicht

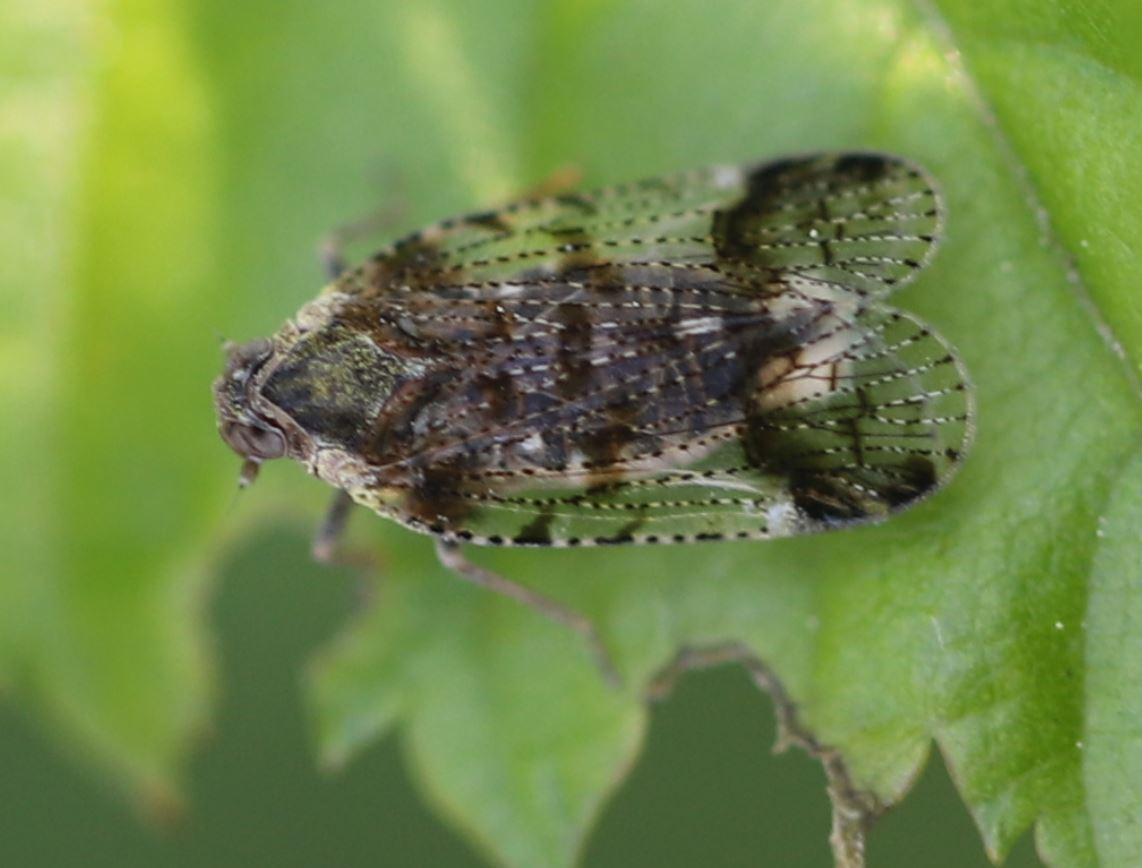
Dorsalansicht

Die Busch-Glasflügelzikade (Cixius cunicularius) ist eine Zikadenart der Familie der Glasflügelzikaden (Cixiidae).

## Merkmale
Die Busch-Glasflügelzikaden sind 6 bis 7,5 mm lang. Das Scutellum weist drei Kiele auf. Die transparenten Flügel weisen schwarze Flügeladern mit weißen Flecken auf. Die Zikaden besitzen eine charakteristische Färbung der Vorderflügel, welches sie einigermaßen leicht von verwandten Arten unterscheiden lässt. Auf Höhe des Flügelmals (Pterostigma) verläuft eine breite bräunliche Binde quer über die Flügel. Der vordere Teil der Vorderflügel weist undeutliche Binden und Sprenkel auf. Entlang dem vorderen Flügelrand (Costa) befinden sich mehrere größere braune Flecke. Die Vorderflügel weisen ein relativ stumpfes Ende auf. Die Breite der Vorderflügel auf Höhe des Flügelmals wird nicht vom Abstand dieser gedachten Linie zur Flügelspitze übertroffen. Der Vertex (Scheitelregion) ist am hinteren Rand breit abgerundet.

## Verbreitung
Die Art ist in der Paläarktis heimisch. In Europa ist sie weit verbreitet und in fast allen Ländern nachgewiesen.

## Lebensweise
Die Zikadenart findet man in Mitteleuropa häufig an Waldrändern. Die Imagines beobachtet man gewöhnlich von Anfang Mai bis Ende September. Die Busch-Glasflügelzikade ist eine polyphage Art, die verschiedene Laubbäume als Wirts- und Nahrungspflanzen nutzt. Zu diesen zählen Erlen (Alnus), Birken (Betula), Haseln (Corylus), Heckenkirschen (Lonicera), Weiden (Salix), Linden (Tilia) und Ulmen (Ulmus). Die Larven fressen an den Wurzeln der Bäume, die Imagines an deren Blättern. Die Art bildet eine Generation im Jahr aus. Die Larven überwintern.